# Vitinho (futbolista nacido en 1999)
Victor Alexander da Silva (Belo Horizonte, Minas Gerais, Brasil, 23 de julio de 1999), conocido como Vitinho, es un futbolista brasileño. Juega de defensa y su equipo es el Botafogo del Campeonato Brasileño de Serie A.

## Trayectoria
Formado en las inferiores del Cruzeiro, fue promovido al primer equipo en la temporada 2017. Debutó por el club de Belo Horizonte el 19 de mayo de 2018 ante Atlético Mineiro en la Serie A.
Entre 2019 y junio de 2022, jugó en el Círculo de Brujas de la Primera División de Bélgica.
El 28 de julio de 2022 fichó por el Burnley F. C., con el que ascendió a la Premier League en su primera temporada. Al inicio de la tercera regresó a Brasil tras ser traspasado al Botafogo.

## Selección nacional
Fue internacional con la selección de Brasil sub-20.
Entrenó con la selección de Brasil en la previa de la Copa Mundial de Fútbol de 2018.

## Estadísticas
Actualizado al último partido disputado el 28 de junio de 2025.
| Club                        | Div.          | Temporada     | Liga  | Liga  | Estatal | Estatal | Copas nacionales | Copas nacionales | Copas internacionales | Copas internacionales | Total | Total |
| Club                        | Div.          | Temporada     | Part. | Goles | Part.   | Goles   | Part.            | Goles            | Part.                 | Goles                 | Part. | Goles |
| --------------------------- | ------------- | ------------- | ----- | ----- | ------- | ------- | ---------------- | ---------------- | --------------------- | --------------------- | ----- | ----- |
| Cruzeiro E. C. · Brasil     | 1.ª           | 2018          | 1     | 0     | 0       | 0       | 0                | 0                | ―                     | ―                     | 1     | 0     |
| Cruzeiro E. C. · Brasil     | Total club    | Total club    | 1     | 0     | 0       | 0       | 0                | 0                | 0                     | 0                     | 1     | 0     |
| Círculo de Brujas · Bélgica | 1.ª           | 2018-19       | 12    | 0     | ―       | ―       | 1                | 0                | ―                     | ―                     | 13    | 0     |
| Círculo de Brujas · Bélgica | 1.ª           | 2019-20       | 0     | 0     | ―       | ―       | 0                | 0                | ―                     | ―                     | 0     | 0     |
| Círculo de Brujas · Bélgica | 1.ª           | 2020-21       | 28    | 1     | ―       | ―       | 1                | 0                | ―                     | ―                     | 29    | 1     |
| Círculo de Brujas · Bélgica | 1.ª           | 2021-22       | 32    | 1     | ―       | ―       | 1                | 0                | ―                     | ―                     | 33    | 1     |
| Círculo de Brujas · Bélgica | Total club    | Total club    | 72    | 2     | 0       | 0       | 3                | 0                | 0                     | 0                     | 75    | 2     |
| Burnley F. C. Inglaterra    | 2.ª           | 2022-23       | 35    | 3     | ―       | ―       | 6                | 0                | ―                     | ―                     | 41    | 3     |
| Burnley F. C. Inglaterra    | 1.ª           | 2023-24       | 32    | 0     | ―       | ―       | 4                | 0                | ―                     | ―                     | 36    | 0     |
| Burnley F. C. Inglaterra    | 2.ª           | 2024-25       | 3     | 1     | ―       | ―       | 0                | 0                | ―                     | ―                     | 3     | 1     |
| Burnley F. C. Inglaterra    | Total club    | Total club    | 70    | 4     | 0       | 0       | 10               | 0                | 0                     | 0                     | 80    | 4     |
| Botafogo · Brasil           | 1.ª           | 2024          | 11    | 0     | ―       | ―       | ―                | ―                | 5                     | 0                     | 16    | 0     |
| Botafogo · Brasil           | 1.ª           | 2025          | 11    | 1     | 4       | 0       | 2                | 0                | 12                    | 1                     | 29    | 2     |
| Botafogo · Brasil           | Total club    | Total club    | 22    | 1     | 4       | 0       | 2                | 0                | 17                    | 1                     | 45    | 2     |
| Total carrera               | Total carrera | Total carrera | 165   | 7     | 4       | 0       | 15               | 0                | 17                    | 1                     | 201   | 8     |
| 1. 2.                       |               |               |       |       |         |         |                  |                  |                       |                       |       |       |

## Palmarés

### Títulos nacionales
| Título               | Club           | País   | Año  |
| -------------------- | -------------- | ------ | ---- |
| Campeonato Brasileño | Botafogo F. R. | Brasil | 2024 |

### Títulos internacionales
| Título                       | Equipo         | Sede         | Año  |
| ---------------------------- | -------------- | ------------ | ---- |
| Copa Libertadores de América | Botafogo F. R. | Buenos Aires | 2024 |